# Antonio López García
Antonio López García (Tomelloso, Ciudad Real, ur. 6 stycznia 1936) – malarz i rzeźbiarz, jeden z najważniejszych, współczesnych artystów hiszpańskich. Reprezentant realizmu, który dzięki wiernemu odwzorowaniu i realności w swoich dziełach, jest określany jako ojciec madryckiej szkoły hiperrealizmu.

## Życiorys

### Dzieciństwo
García urodził się 6 stycznia 1936 roku w Tomelloso w prowincji Ciudad Real, pięć miesięcy przed wybuchem hiszpańskiej wojny domowej. Był najstarszy spośród czwórki rodzeństwa. Jego rodzice byli rolnikami, lecz on nie kontynuował tej tradycji rodzinnej. Od młodości przejawiał ogromny talent do rysowania. To wzbudziło zainteresowanie jego wuja (Antonio López Torres), lokalnego malarza pejzaży, który udzielał mu pierwszych lekcji malunku i zachęcał go do kontynuowania rozwoju talentu.

### Młodość i studia
W roku 1949, w wieku 13 lat, przeprowadził się do Madrytu, gdzie pobierał lekcje malarstwa, aby móc dostać się do Królewskiej Akademii Sztuk Pięknych św. Ferdynanda w Madrycie. Studiował tam w latach 1950–1955. Podczas nauki w tej szkole poznał wielu artystów, którzy następnie podobnie jak on tworzyli według wyznaczników realizmu, byli to m.in. Amalia Avia, Julio López, Francisco López i María Moreno, która później została jego żoną.
W roku 1955 otrzymał stypendium, które pozwoliło mu wyjechać do Włoch, gdzie zgłębiał tajniki włoskiego malarstwa epoki renesansu.
Często odwiedzał Museo del Prado, dzięki czemu poznał bardzo dobrze klasyczne malarstwo hiszpańskie, przede wszystkim Velazqueza. Po skończeniu nauki zrealizował swoje pierwsze indywidualne ekspozycje w Madrycie (1957, 1961).

### Kolejne lata życia
W roku 1961 ożenił się z María Moreno, która również jest malarką i absolwentką tej samej uczelni. Mają dwójkę dzieci, Maríe i Carmen. W latach 1964–1966 był zatrudniony na stanowisku wykładowcy teorii przygotowawczej koloru w Królewskiej Akademii Sztuk Pięknych św. Ferdynanda w Madrycie.
Od roku 1985 zdobył wiele nagród za swoją twórczość. Poza tym jego twórczości poświęcono wiele wystaw (w takich muzeach jak np. Muzeum Narodowe Centrum Sztuki Królowej Zofii, Museum of Fine Arts w Bostonie, Muzeum Thyssen-Bornemisza). W roku 1985 został nagrodzony Nagrodą Księcia Asturii. Kilka lat później, w 1993 roku, został mu nadany tytuł członka Królewskiej Akademii św. Ferdynanda.

## Twórczość artystyczna

### Początki malarstwa
W początkach jego malarstwa można zaobserwować silny wpływ quattrocento italiano (np. Josefina leyendo). Poza tym, w jego pracach często pojawiały się motywy z jego rodzinnych stron, z Tomelloso (np. Mujeres mirando los aviones).

### Okres surrealizmu
Przez wpływ dzieł Salvadora Dalí (zapożyczył od niego upodobanie dla realizmu i przekonanie co do wyższości rysunku i szkicu nad malarstwem), od roku 1957, jego obrazy reprezentowały styl surrealistyczny. Figury i przedmioty pojawiające się na obrazach unosiły się nad powierzchnią. Są to obrazy wycięte z kontekstu.

### Przejście do realizmu
Od 1960 roku można było dostrzec w jego obrazach zainteresowanie dokładnym realizmem w przedstawianiu obiektów i postaci. Tematem jego dzieł są przede wszystkim sceny domowe, obrazy jego rodziny, pejzaże i widoki Madrytu, a także obiekty oraz wydarzenia z życia codziennego, które autor ukazuje z niebywale ogromną dbałością o szczegóły, niemalże jak w fotografii.
Przykłady dzieł tego typu:
- Los novios
- Taza de water y ventana
- Lavabo y espejo
- Cuarto de baño
- Mujer en la bañera
- Membrillos y granados
- Madrid desde Torres Blancas
- La Gran Vía
- Antonio y Carmen
- Carmencita de comunión
- Mari en Embajadores
- La parra
- La alacena
- Casa de Antonio López Torres
- Cuarto en Tomelloso
- El jardín de atrás
- Calle de Santa Rita

## Rzeźba
Antonio López jest również znakomitym rzeźbiarzem. Jego najbardziej znane rzeźby to Hombre y mujer, oraz dwie inne, dużych gabarytów, zatytułowane Día i Noche, które prezentują głowy małego dziecka śpiącego oraz małego dziecka nieśpiącego. Prawdopodobnie jest to twarz jego wnuczki Carmen.

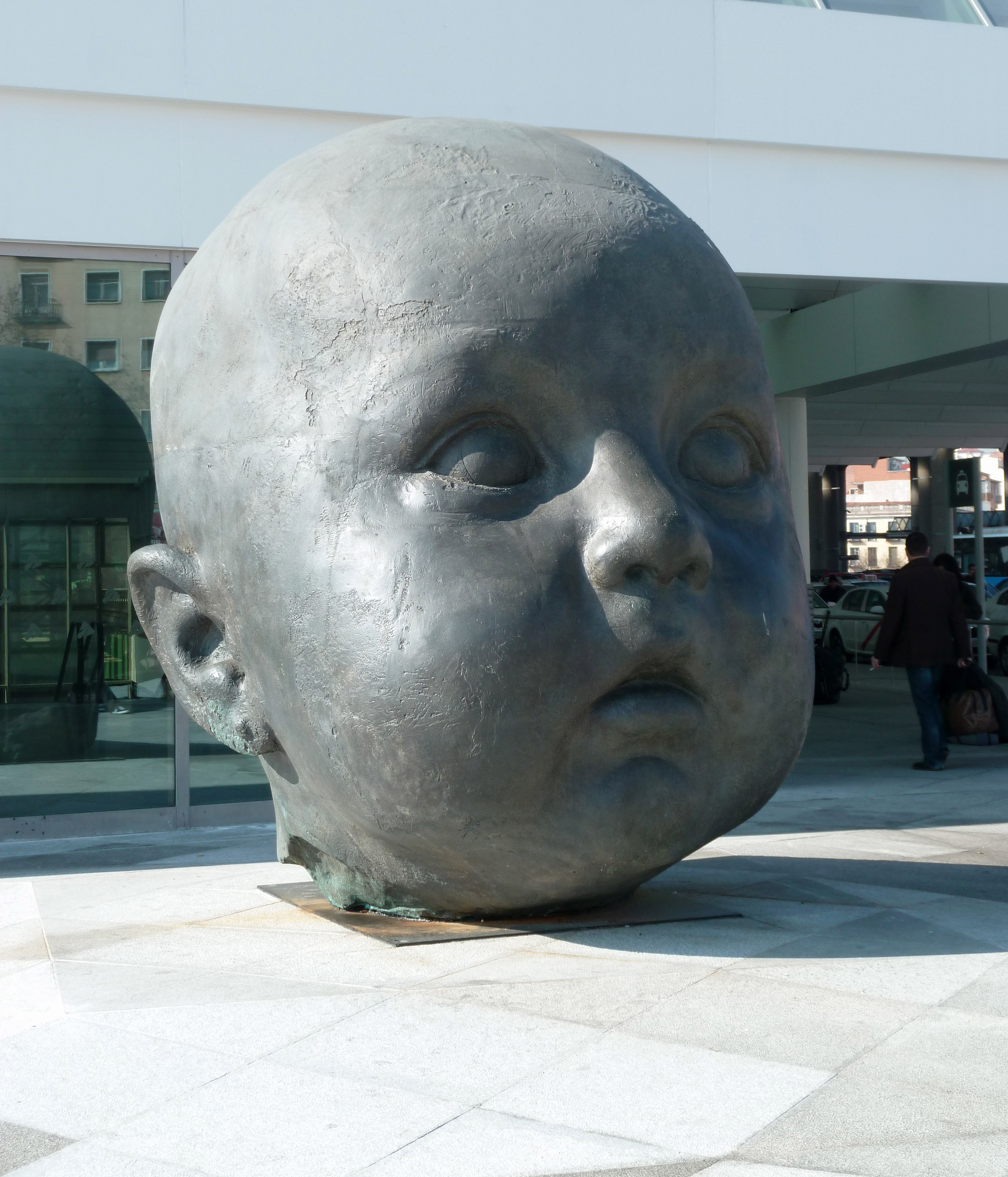
Día ("Dzień" (2008)). Stacja Atocha, Madryt.
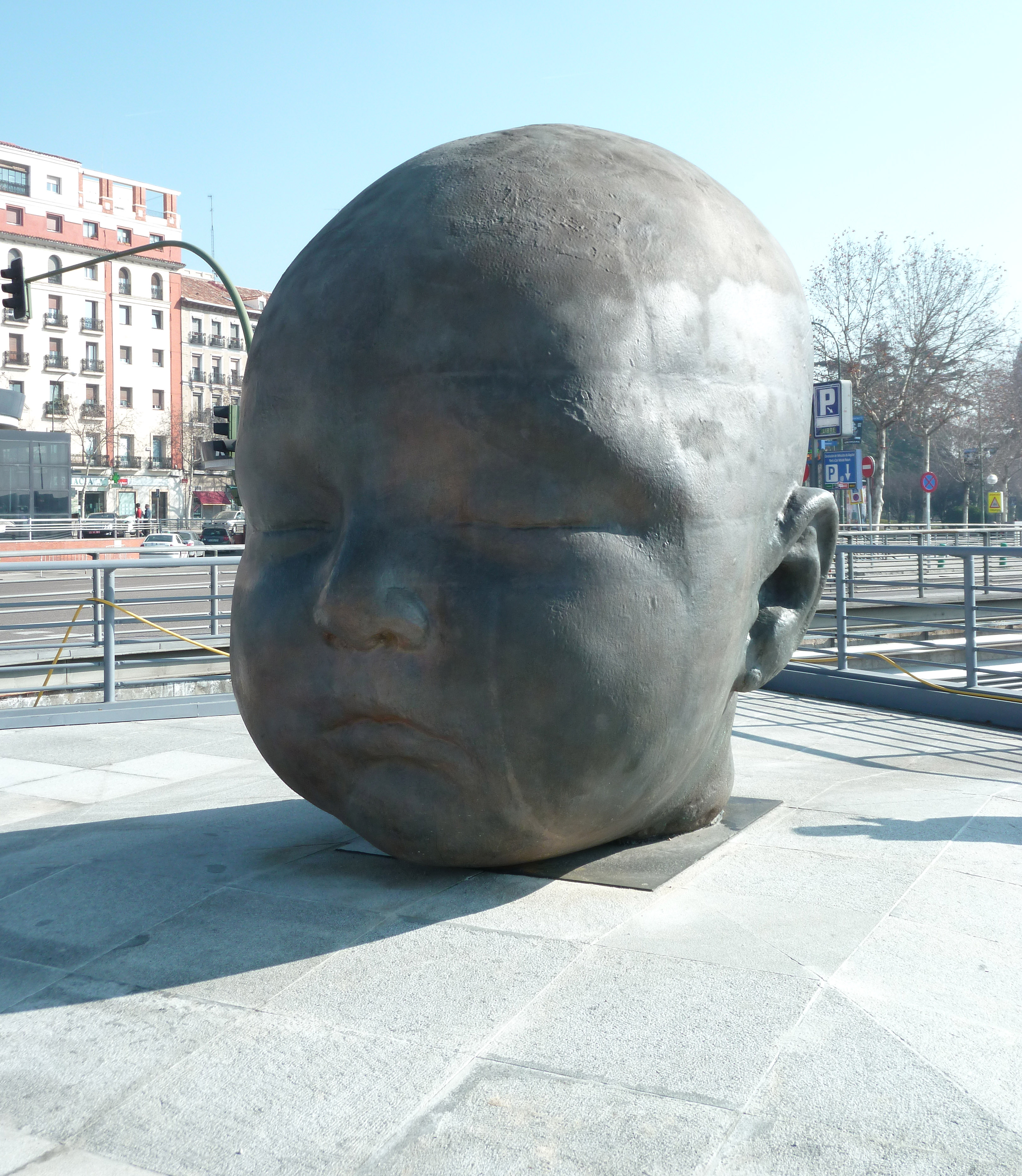
Noche ("Noc"). Stacja Atocha, Madryt.

## Autor o swoim sposobie tworzenia
- ˌˌJedno dzieło nigdy się nie kończy, tylko osiąga limit własnych możliwościˈˈ

- ˌˌKiedy malujesz np. jakąś ulicę, to co widzisz jest tak nadzwyczajnie robiące wrażenie, że potem dużo mnie kosztuje przeniesienie go na obraz. To jest to, co powoduje moje opóźnienie. Ja nie mogę rozwiązać tego spektaklu zbyt szybkoˈˈ

Wszystkie jego prace są tworzone bardzo wolno i z niesamowitą dokładnością, ponieważ w każdej prezentowanej rzeczy szuka jej esencji.

## Film
W roku 1992 reżyser filmowy Víctor Erice nakręcił film pt. El sol del membrillo (Słońce pośród liści pigwy) opowiadający o pracy Antonio Lópeza Garcíi. Przez cały film oglądamy proces tworzenia przez artystę obrazu drzewa stojącego przed jego domem. Obok płynie codzienne życie, przewijają się ludzie, odbywają rozmowy, mija czas. Jest to skłaniający do refleksji film o życiu i sztuce.

## Wystawy
- 1951 Antonio López, Tomelloso, Ciudad Real
- 1957 Antonio López García y su tiempo, Madryt, Ateneo de Madrid
- 1961 Antonio López García, Madryt, Galería Biosca
- 1965 Antonio López García, Paintings and Sculptures, Nowy Jork, Staempfli Gallery
- 1968 Antonio López García, Nowy Jork, Staempfli Gallery
- 1972 Antonio López García, Turyn, Galleria Galatea
- 1972 Antonio López García, Paryż, Galerie Claude Bernard
- 1985 Antonio López García, Albacete, Museo de Albacete
- 1985 Antonio López, Europalia 85 España, Bruksela, Musée d'Art Moderne
- 1986 Antonio López García, Paintings, Sculptures and Drawings, Nowy Jork, Marlborough Gallery
- 1993 Antonio López, Pintura, Escultura, Dibujo. Exposición Antológica, Madryt, Muzeum Narodowe Centrum Sztuki Królowej Zofii
- 1994 Antonio López, Proceso de un trabajo, Sewilla, Fundación Focus
- 2001 Antonio López, Hombre y Mujer, Madryt, Muzeum Narodowe Centrum Sztuki Królowej Zofii
- 2008 Antonio López García, Boston, Museum of Fine Arts
- 2011 Antonio López, Madryt, Museo Thyssen-Bornemisza i Bilbao, Muzeum Sztuk Pięknych